# Carlo II di Parma
Carlo Lodovico di Borbone-Parma (Madrid, 22 dicembre 1799 – Nizza, 16 aprile 1883), figlio di Ludovico I di Etruria (1773 – 1803) e di Maria Luisa di Borbone-Spagna (figlia di Carlo IV di Spagna), fu re d'Etruria dal 1803 al 1807 come Carlo Lodovico; duca di Lucca dal 1824 al 1847 sempre come Carlo Lodovico ed infine duca di Parma dal 1847 al 1849 come Carlo II. Sposò Maria Teresa di Savoia.
Come re d'Etruria, la storiografia generalista ha talvolta attribuito a Carlo Lodovico la denominazione di "Ludovico II". Tuttavia, atti ufficiali dell'epoca, la monetazione, la ritrattistica e l'encomiastica appaiono concordi nel designare il re bambino con il suo nome esteso di Carlo Lodovico, il più delle volte senza numerazione. Anche la più recente storiografia ha di fatto abbandonato la vecchia denominazione di "Ludovico II".

## Biografia

### Infanzia

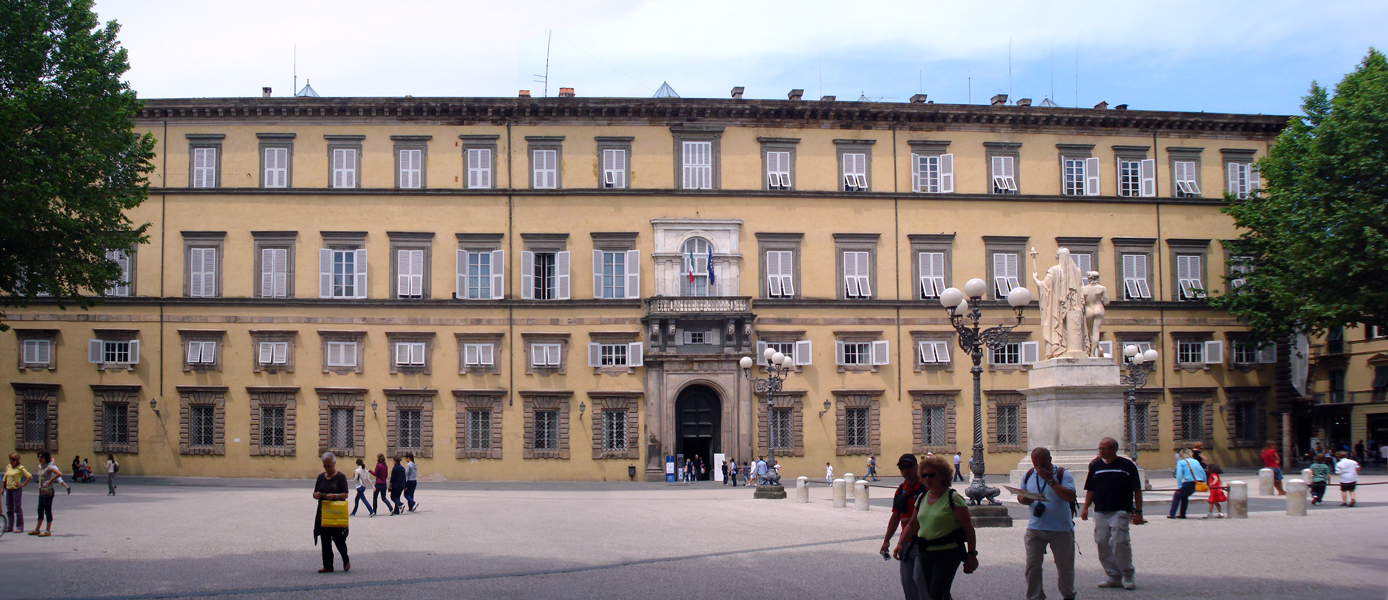
Il Palazzo Ducale di Lucca

Carlo Lodovico nacque al Palazzo Reale di Madrid. Suo padre, Ludovico, principe di Piacenza, era un membro della casa di Borbone-Parma, figlio ed erede di Ferdinando I, duca di Parma. Sua madre, Maria Luisa, infanta di Spagna, era figlia del re Carlo IV di Spagna. Si erano sposati nel 1795, quando il principe ereditario di Parma era venuto a Madrid in cerca di una moglie. La coppia rimase in Spagna per i primi anni della propria vita coniugale e Carlo Lodovico nacque a Madrid, alla corte del nonno materno e venne rappresentato nel famoso ritratto di Francisco Goya della famiglia di Carlo IV, tra le braccia di sua madre.
L'infanzia di Carlo Lodovico fu segnata dagli avvenimenti legati alle campagne napoleoniche in Italia. Truppe francesi invasero il Ducato di Parma nel 1796. Nel 1801, per il trattato di Aranjuez, egli divenne principe ereditario del nuovo Regno d'Etruria, formato da ex territori del Granducato di Toscana, in quanto erede di suo padre, che Napoleone aveva fatto re d'Etruria a titolo di risarcimento per la sua rinuncia al Ducato di Parma. Il 21 aprile 1801 Carlo Lodovico lasciò la Spagna con i suoi genitori. Dopo una breve visita a Parigi, si trasferì a Firenze, prendendo residenza a Palazzo Pitti. Solo pochi mesi dopo essersi stabilita a Firenze, la famiglia reale fu richiamata in Spagna. Fu durante questo viaggio che nacque sua sorella, la principessa Maria Luisa Carlotta di Parma.
Il soggiorno fu interrotto dalla morte del nonno paterno, Ferdinando, duca di Parma, rimasto titolare del ducato fino alla sua morte, il 9 ottobre 1802, quando Parma passò alla Francia secondo i termini di un trattato che aveva firmato. Nel mese di dicembre 1802 la famiglia reale tornò quindi a Firenze, ma il padre di Carlo Lodovico, re Ludovico, che soffriva di epilessia ed era spesso malato, morì qualche mese più tardi, il 27 maggio 1803.

### Re dell'Etruria

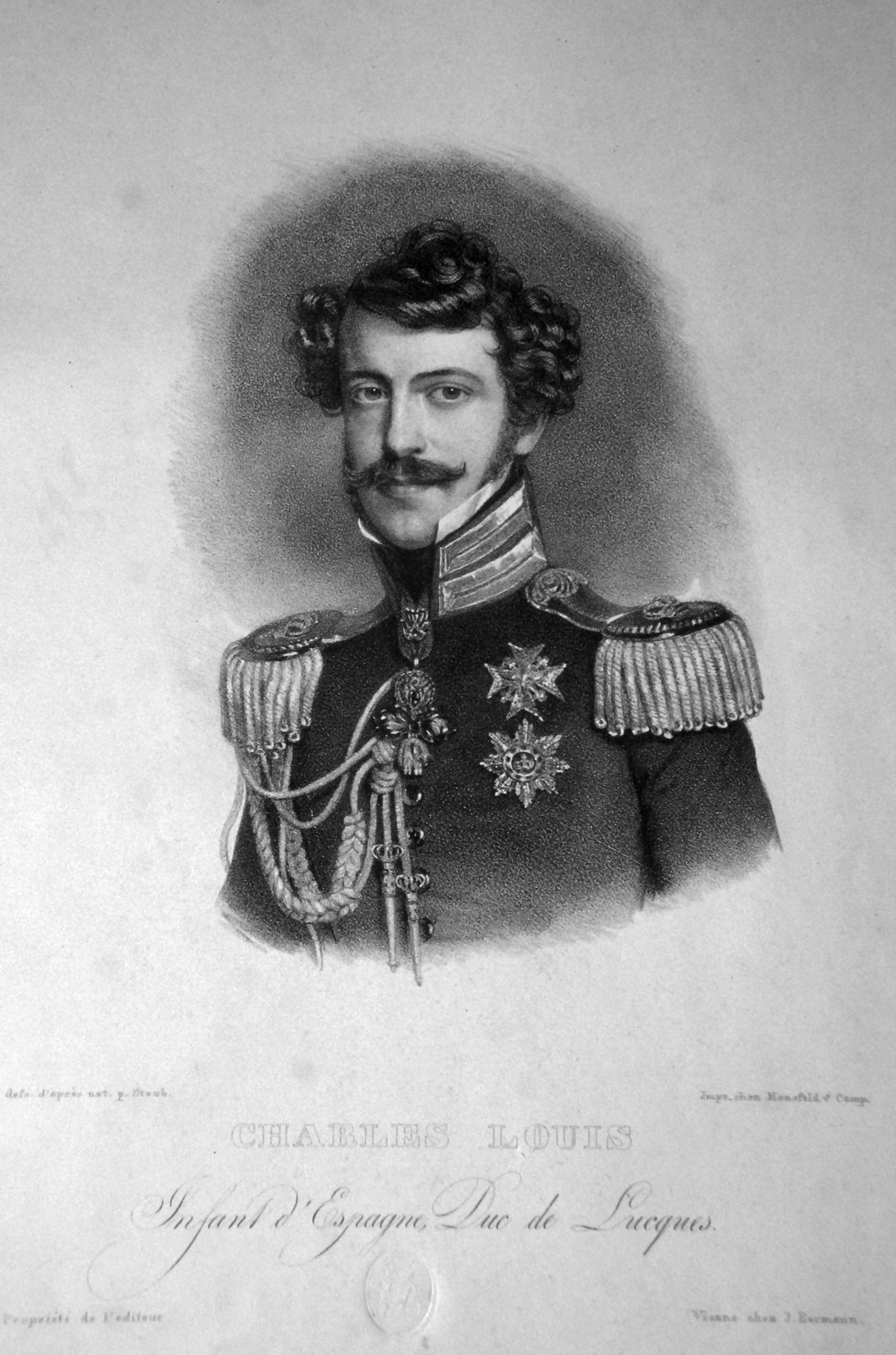
Carlo Ludovico, duca di Lucca, in una Litografia di Andreas Staub.

Carlo Ludovico successe al padre nel 1803, sotto la reggenza della madre Maria Luisa. Nel 1807 venne cacciato dal trono dall'esercito di Napoleone, che promise per lui in cambio il trono del regno della Lusitania settentrionale (il nord del Portogallo), ma questo progetto non si realizzò mai, a causa della rottura tra Napoleone e i Borbone-Spagna nel 1808. Maria Luisa con i figli cercò allora rifugio in Spagna; arrivarono alla corte di Carlo IV, il 19 febbraio 1808. La Spagna era in agitazione e, meno di tre mesi dopo il loro arrivo, tutti i membri della famiglia reale spagnola furono tradotti in Francia su ordine di Napoleone, che diede la corona spagnola al fratello Giuseppe. Carlo Lodovico lasciò la Spagna, con la madre e la sorella, il 2 maggio 1808 per Bayonne e poi Compiègne, la residenza che era stata loro assegnata.
A Maria Luisa era stato promesso il palazzo di Colorno a Parma e un assegno consistente, ma Napoleone non mantenne la sua parola e l'ex famiglia reale d'Etruria fu tenuta prigioniera a Nizza. Quando sua madre cercò di fuggire, fu arrestata e rinchiusa in un convento a Roma nel mese di agosto 1811. Carlo Lodovico non condivise con la madre e la sorella questo imprigionamento e per quattro anni (1811-1815) visse sotto la tutela di suo nonno in casa della famiglia reale spagnola in esilio a Roma.

### Matrimonio

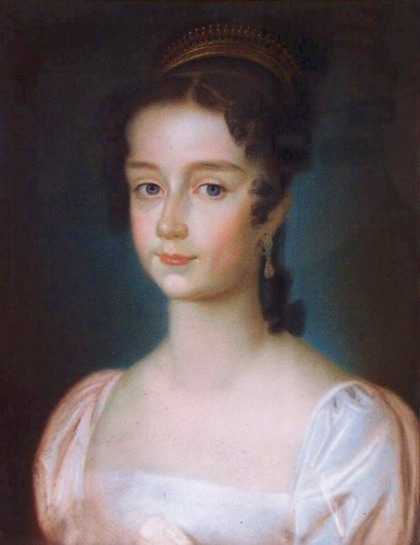
Maria Teresa di Savoia, moglie di Carlo II di Parma

Nel 1820 sua madre organizzò il suo matrimonio con la principessa Maria Teresa di Savoia (1803-1879), una delle figlie gemelle del re Vittorio Emanuele I di Sardegna. Il matrimonio venne celebrato a Lucca il 5 settembre 1820. Carlo Lodovico era un bel giovane di grande sensibilità, Maria Teresa era alta e bella; si diceva che fossero la coppia reale più bella.
Carlo Lodovico era spiritoso ed affascinante, con una natura socievole. Maria Teresa era malinconica e, a differenza di suo marito, era profondamente religiosa. Trascorsero la maggior parte della loro vita coniugale separati. "Anche se non ci fosse amore", commentò Carlo Lodovico in seguito, "c'era rispetto".

### Duca di Lucca

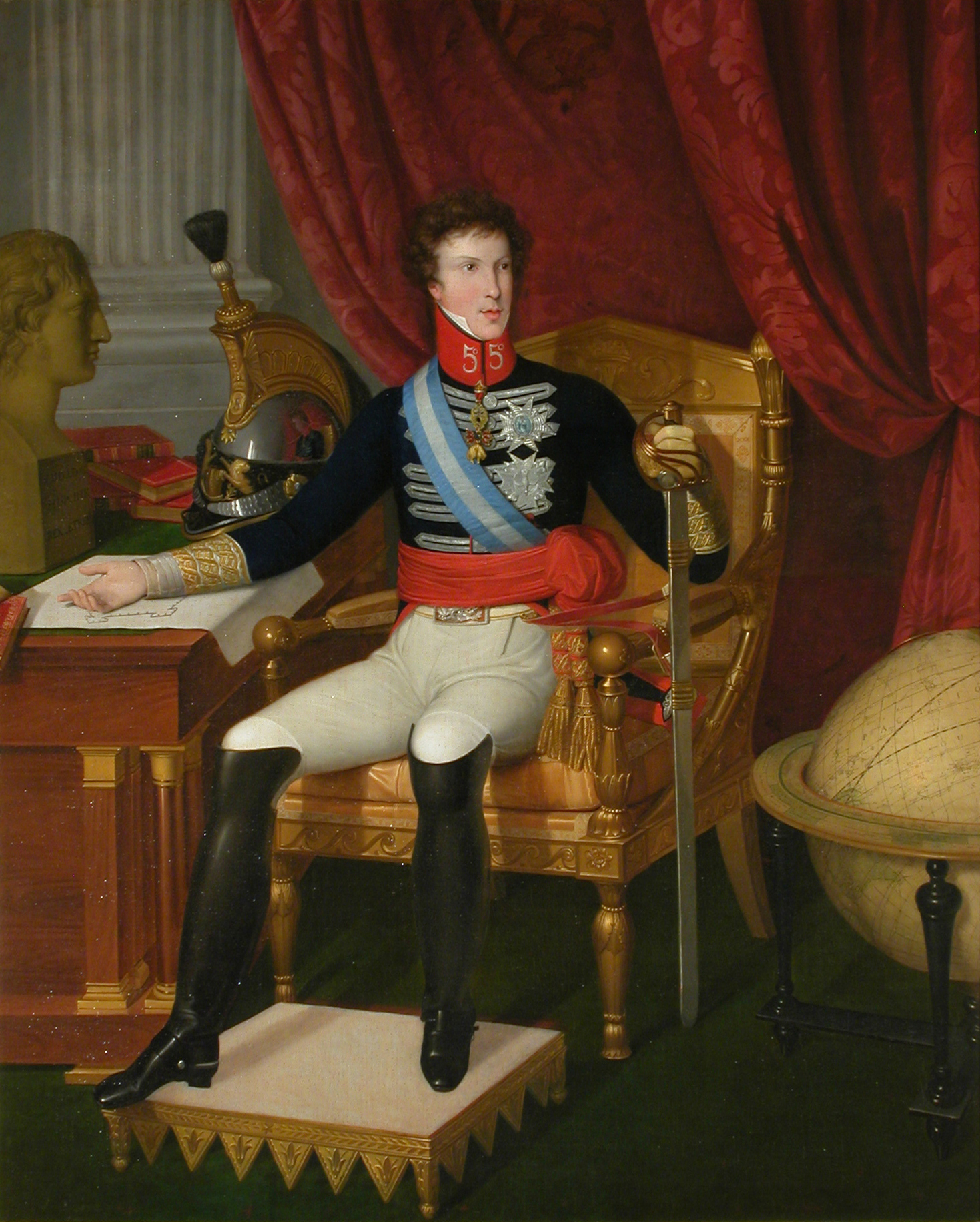
Carlo Ludovico di Borbone-Parma duca di Lucca, ritratto nel 1824.

Dopo la caduta di Napoleone, nel 1815, la casa di Borbone non fu restaurata nel Ducato di Parma, che fu invece affidato a Maria Luisa (o Maria Luigia, come volle ridenominarsi in Italia), moglie di Napoleone, lasciando impregiudicata la questione della destinazione del ducato alla sua morte. La madre di Carlo Ludovico fu compensata con il più piccolo Ducato di Lucca e con una rendita annua di cinquecentomila lire da pagarsi da parte dell'Austria e del Granducato di Toscana, il quale avrebbe alla fine incamerato il ducato stesso quando ai Borbone fosse stata trovata un'altra sistemazione.
L'ex regina d'Etruria si oppose con veemenza, rifiutando di prendere possesso del ducato, mentre suo fratello Ferdinando VII di Spagna ricusava di sottoscrivere l'Atto finale del Congresso di Vienna. Nel mese di giugno del 1817 si addivenne ad una soluzione del problema: con un trattato collaterale allo stesso Atto finale, sottoscritto il 10 giugno, le grandi potenze europee stabilirono che, alla morte dell'arciduchessa, il Ducato di Parma sarebbe tornato a Maria Luisa di Borbone e ai suoi discendenti maschi, mentre, con la stessa decorrenza, il Ducato di Lucca sarebbe stato incamerato dal Granducato di Toscana. Conseguentemente, in data 22 novembre 1817 l'ambasciatore spagnolo a Torino, Eusebio Bardají Azara, prese possesso del ducato in nome dell'infanta, ed ella fece il suo ingresso trionfale a Lucca con il figlio, il 7 dicembre successivo.
Alla morte della madre, il 13 marzo 1824, Carlo Lodovico le succedette alla testa di un piccolo ma prospero ducato. Carlo Lodovico si mostrò inizialmente disinteressato al governo, preferendo dare libero sfogo al suo amore per i viaggi. Durante i primi anni del suo regno fu praticamente assente dal ducato, delegando le incombenze di governo al suo primo ministro Ascanio Mansi. Dal 1824 al 1827 Carlo Lodovico viaggiò in tutta Italia. Visitò Torino, Venezia, Roma, Modena, Firenze, Napoli e Palermo. Dal 1827 al 1833 viaggiò in Germania, dove possedeva due castelli, Urschendorff e Weistropp (nei pressi di Dresda). Gli piaceva la vita alla corte austriaca, dove sua cognata sarebbe diventata imperatrice consorte nel 1835. Mentre era a Vienna, prese in affitto il palazzo Kinsky. Trascorse del tempo anche a Berlino, Francoforte, Praga e nelle capitali degli altri stati tedeschi.
Nei primi anni del 1830 Carlo Lodovico cominciò a nutrire un crescente interesse per gli affari di stato. Il suo ducato non era stato influenzato dai movimenti rivoluzionari che s'erano avuti in Italia centrale nel 1831. Nelle relazioni esterne, riconobbe il re Luigi Filippo di Francia, che era arrivato al potere con la rivoluzione di luglio del 1830. Fu però alleato con i carlisti in Spagna. Nel 1833, dopo un soggiorno di tre anni, Carlo Lodovico tornò a Lucca e concesse un'amnistia generale. Ciò era in netto contrasto con l'atteggiamento degli altri stati italiani, che optavano per la repressione e il carcere. Nello stesso anno Thomas Ward, un ex fantino inglese, arrivò a Lucca e in pochi anni divenne consigliere e ministro di Carlo Loodovico. Il duca studiava e raccoglieva testi biblici e liturgici ed era interessato a diversi rituali religiosi. Aveva costruito una cappella di rito greco nella sua villa di Marlia.
Durante il regno di Carlo Lodovico s'intrapresero varie riforme amministrative e finanziarie molto popolari. Fra il 1824 e il 1829 vennero adottate alcune misure in materia di doveri, di una certa libertà di commercio, i tagli fiscali, il catasto. Vennero incoraggiate in particolare l'istruzione e la medicina, favorendo la creazione di scuole. Queste riforme furono attuate per iniziativa del ministro Mansi durante l'assenza del duca. Carlo Lodovico deluse i suoi sudditi, che avevano sperato per un ritorno alla costituzione del 1805, e le speranze dei liberali si spostarono verso il suo unico figlio ed erede. Cercò di copiare a Lucca le cose che aveva visto realizzate all'estero, indipendentemente se le condizioni del ducato fossero favorevoli. Il suo amore per i viaggi creava molte difficoltà nel governare e spesso firmava decreti secondo il suo stato d'animo del momento, senza alcuna conoscenza reale dei problemi. Il vero potere era nelle mani del suo ministro Mansi.
Dopo il 1833 Carlo Lodovico, cronicamente a corto di soldi, non rimase all'estero molto spesso. Nel 1836 tornò a Vienna e nel 1838 andò a Milano per l'incoronazione dell'imperatore Ferdinando I, si recò in Francia e poi in Inghilterra. L'economia del ducato era in declino dal 1830 e si deteriorava ulteriormente con gli anni. Nel 1841 i dipinti della galleria di palazzo Ducale vennero venduti, con guadagno scarso e in modo umiliante per il sovrano e per la stessa città.
Il 1º settembre 1847, allarmato alla vista di una folla che richiedeva alcune riforme, firmò una serie di concessioni. Tre giorni dopo, sotto la pressione di molti cittadini, tornò a Lucca, dove fu accolto trionfalmente. Tuttavia egli non era in grado di far fronte alla pressione e il 9 settembre partì per Modena. Da lì emise un decreto che trasformava il Consiglio di Stato in un consiglio di reggenza. Il 4 ottobre abdicò in favore del granduca di Toscana (che avrebbe in ogni caso acquisito il ducato quando Carlo Lodovico fosse diventato duca di Parma) ricevendo come compenso un vitalizio annuo di 40.000 fiorini. Partì per la Sassonia, mentre la sua famiglia andò a vivere a Torino sotto la protezione del re Carlo Alberto di Sardegna.

### Duca di Parma

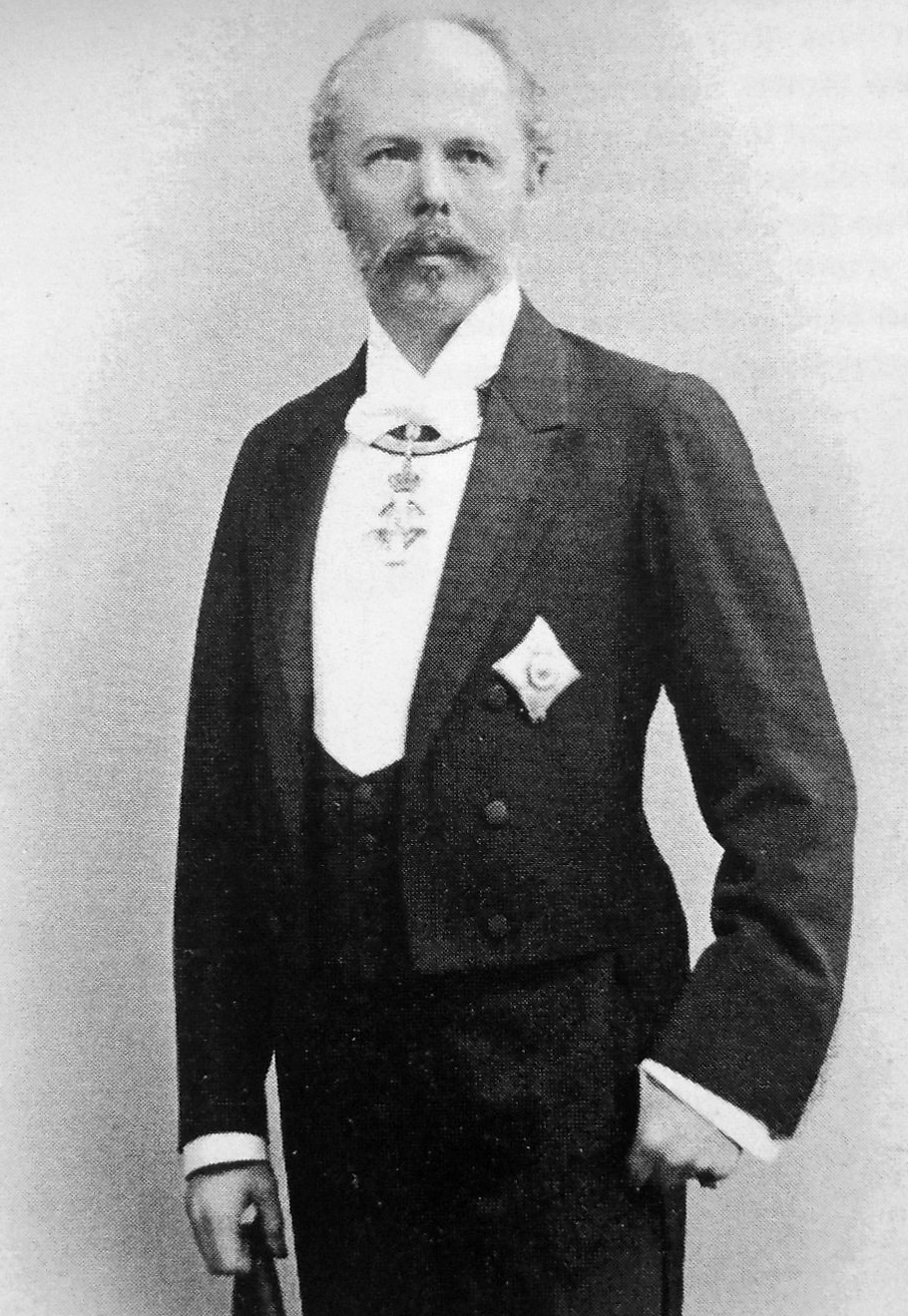
Carlo II, duca di Parma, nel 1849

Il 17 dicembre 1847 Maria Luigia d'Asburgo morì. Inizialmente Carlo Lodovico fu tentato di eludere le nuove responsabilità che cadevano sulle sue spalle, ma finì per accettarle, al fine di non compromettere i diritti di suo figlio. Il 31 dicembre 1847 arrivò a Parma e prese possesso del trono dei suoi antenati, con il nome di Carlo II. Il ducato di Lucca fu incorporato nel granducato di Toscana (con l'eccezione delle exclave che possedeva in Garfagnana, Lunigiana e sulla riviera apuana, che passarono al Ducato di Modena), mentre il ducato di Parma cedette Guastalla (sempre a Modena) ed acquistò l'exclave toscana di Pontremoli in Lunigiana.
Carlo II fu accolto freddamente a Parma, un paese che non conosceva bene. Gli mancava il carattere e l'acume politico per essere in grado di superare una situazione molto più complicata di quella che aveva lasciato nel ducato di Lucca. Parma era completamente governata dall'Austria e non c'era spazio per i modi semplici e liberali di Carlo. Non era libero di seguire le proprie idee politiche e scrisse a Ward: "È meglio morire che vivere così. Durante il giorno, e quando sono solo, piango. Ma questo non aiuta". Gli mancava il sostegno dei suoi cugini a Madrid e a Parigi.
Nei suoi primi atti di governo, cercò di riorganizzare l'amministrazione centrale. Firmò un'alleanza militare con l'Austria. Pochi mesi dopo il suo arrivo, scoppiò a Parma la rivoluzione del 1848. Fu costretto a scegliere tra la soppressione della rivoluzione o la concessione di riforme. Decise per la seconda e nominò un Consiglio di Reggenza con il compito di preparare una costituzione. La sua intenzione era quella di salvare il trono per il figlio, che aveva chiesto aiuto a Carlo Alberto di Savoia. Tuttavia Piacenza aveva già chiesto di aderire al Piemonte e Carlo Alberto voleva l'annessione. Durante la Prima guerra d'indipendenza italiana l'esercito austriaco sconfisse le truppe di Carlo Alberto a Custoza, e poi a Milano, costringendolo a firmare l'armistizio di Salasco il 9 agosto 1848. Nel mese di aprile 1849, le truppe austriache guidate da Radetzky occuparono Parma e Piacenza. Il 9 aprile il Consiglio di Reggenza venne trasformato in un governo provvisorio. Solo due anni dopo aver riconquistato il trono dei suoi avi, Carlo II fu costretto a fuggire dall'Italia, trovando rifugio nel castello di Weistropp, in Sassonia. Il 19 aprile 1849, Carlo abdicò formalmente in favore del figlio.

### Ultimi anni e morte
Dopo la sua abdicazione assunse il titolo di "Conte di Villafranca". Viveva come un uomo privato, dedicava il tempo ai suoi hobby alternando i suoi soggiorni tra Parigi, Nizza e il castello di Weistropp in Sassonia. Sempre a corto di denaro, fu costretto a vendere nel 1851 la sua proprietà austriaca di Urschendorff al suo amico Thomas Ward per 150.000 corone. Nel 1852 si recò in Spagna per riconoscere sua cugina Isabella II antiregina anticarlista. Gli fu permesso di partecipare a una riunione di famiglia tenutasi alla villa a Capezzano Pianore nel mese di aprile 1853.
Il suo unico figlio, Carlo III, duca di Parma, fu assassinato il 27 marzo 1854. Nello stesso anno Carlo si trasferì a Parigi. Nel 1855 visitò la tomba di suo figlio a Viareggio e vide sua moglie. Suo nipote, Roberto I, duca di Parma, in carica a Parma sotto la reggenza della madre, perse il trono nel marzo 1860 nel corso dell'unificazione italiana. Carlo Ludovico, a differenza di altri monarchi detronizzati, accolse favorevolmente l'unità d'Italia come uno sviluppo positivo. Egli aveva volontariamente ceduto il ducato di Lucca e non aveva alcun attaccamento per Parma, dove il suo regno era stato breve e amaro e dove suo figlio era stato poi assassinato. Per tali motivi fu l'unico ex sovrano degli stati preunitari a poter mantenere le proprietà che possedeva prima dell'unità d'Italia e a potervi soggiornare liberamente.
Dopo il 1860 Carlo fu in grado di venire in Italia più liberamente. Visitò Lucca con sempre maggior frequenza, soggiornando nelle ville di Montignoso e di San Martino in Vignale. Sua moglie, Maria Teresa, morì il 16 luglio 1879 ed imponenti funerali si tennero in Lucca nella Chiesa di San Romano. Carlo era a Vienna in quel momento e solo nel mese di novembre venne a rendere omaggio alle sue spoglie.
Carlo sopravvisse a sua moglie tre anni. Morì a Nizza il 16 aprile 1883, all'età di 83 anni dopo aver visto nel corso della sua esistenza l'evolversi dell'impero napoleonico, la restaurazione ed il risorgimento, con la disgregazione degli Stati su cui aveva regnato. I suoi funerali si tennero nella Chiesa di Sant'Antonio di Viareggio e fu sepolto accanto a vari familiari nella Cappella della vicina villa Borbone di Viareggio.

## Discendenza
Carlo e Maria Teresa ebbero due figli:
- Luisa Francesca (29 ottobre 1821 - 8 settembre 1823);
- Carlo III, duca di Parma (1823-1854).

## Ascendenza
|                               |                     |                                     | Genitori                                      |  |  | Nonni |  |  | Bisnonni           |  |  | Trisnonni           |  |
|                               |                     |                                     |                                               |  |  |       |  |  | Filippo I di Parma |  |  | Filippo V di Spagna |  |
|                               |                     |                                     |                                               |  |  |       |  |  | Filippo I di Parma |  |  | Filippo V di Spagna |  |
|                               |                     | Elisabetta Farnese                  |                                               |  |  |       |  |  | Filippo I di Parma |  |  |                     |  |
| Ferdinando I di Parma         |                     |                                     |                                               |  |  |       |  |  | Filippo I di Parma |  |  |                     |  |
|                               |                     | Luisa Elisabetta di Borbone-Francia | Luigi XV di Francia                           |  |  |       |  |  |                    |  |  |                     |  |
|                               |                     | Luisa Elisabetta di Borbone-Francia | Luigi XV di Francia                           |  |  |       |  |  |                    |  |  |                     |  |
|                               |                     | Luisa Elisabetta di Borbone-Francia | Maria Leszczyńska                             |  |  |       |  |  |                    |  |  |                     |  |
| Ludovico di Borbone           |                     | Luisa Elisabetta di Borbone-Francia |                                               |  |  |       |  |  |                    |  |  |                     |  |
|                               |                     | Francesco I di Lorena               | Leopoldo di Lorena                            |  |  |       |  |  |                    |  |  |                     |  |
|                               |                     | Francesco I di Lorena               | Leopoldo di Lorena                            |  |  |       |  |  |                    |  |  |                     |  |
|                               |                     | Francesco I di Lorena               | Elisabetta Carlotta di Borbone-Orléans        |  |  |       |  |  |                    |  |  |                     |  |
| Maria Amalia d'Asburgo-Lorena |                     | Francesco I di Lorena               |                                               |  |  |       |  |  |                    |  |  |                     |  |
|                               |                     | Maria Teresa d'Austria              | Carlo VI d'Asburgo                            |  |  |       |  |  |                    |  |  |                     |  |
|                               |                     | Maria Teresa d'Austria              | Carlo VI d'Asburgo                            |  |  |       |  |  |                    |  |  |                     |  |
|                               |                     | Maria Teresa d'Austria              | Elisabetta Cristina di Brunswick-Wolfenbüttel |  |  |       |  |  |                    |  |  |                     |  |
| Carlo II di Parma             |                     | Maria Teresa d'Austria              |                                               |  |  |       |  |  |                    |  |  |                     |  |
|                               | Carlo III di Spagna | Filippo V di Spagna                 |                                               |  |  |       |  |  |                    |  |  |                     |  |
|                               | Carlo III di Spagna | Filippo V di Spagna                 |                                               |  |  |       |  |  |                    |  |  |                     |  |
|                               | Carlo III di Spagna | Elisabetta Farnese                  |                                               |  |  |       |  |  |                    |  |  |                     |  |
| Carlo IV di Spagna            | Carlo III di Spagna |                                     |                                               |  |  |       |  |  |                    |  |  |                     |  |
|                               |                     | Maria Amalia di Sassonia            | Augusto III di Polonia                        |  |  |       |  |  |                    |  |  |                     |  |
|                               |                     | Maria Amalia di Sassonia            | Augusto III di Polonia                        |  |  |       |  |  |                    |  |  |                     |  |
|                               |                     | Maria Amalia di Sassonia            | Maria Giuseppa d'Austria                      |  |  |       |  |  |                    |  |  |                     |  |
| Maria Luisa di Borbone-Spagna |                     | Maria Amalia di Sassonia            |                                               |  |  |       |  |  |                    |  |  |                     |  |
|                               |                     | Filippo I di Parma                  | Filippo V di Spagna                           |  |  |       |  |  |                    |  |  |                     |  |
|                               |                     | Filippo I di Parma                  | Filippo V di Spagna                           |  |  |       |  |  |                    |  |  |                     |  |
|                               |                     | Filippo I di Parma                  | Elisabetta Farnese                            |  |  |       |  |  |                    |  |  |                     |  |
| Maria Luisa di Borbone-Parma  |                     | Filippo I di Parma                  |                                               |  |  |       |  |  |                    |  |  |                     |  |
|                               |                     | Luisa Elisabetta di Borbone-Francia | Luigi XV di Francia                           |  |  |       |  |  |                    |  |  |                     |  |
|                               |                     | Luisa Elisabetta di Borbone-Francia | Luigi XV di Francia                           |  |  |       |  |  |                    |  |  |                     |  |
|                               |                     | Luisa Elisabetta di Borbone-Francia | Maria Leszczyńska                             |  |  |       |  |  |                    |  |  |                     |  |
|                               |                     | Luisa Elisabetta di Borbone-Francia |                                               |  |  |       |  |  |                    |  |  |                     |  |